# Goldrush van de Black Hills

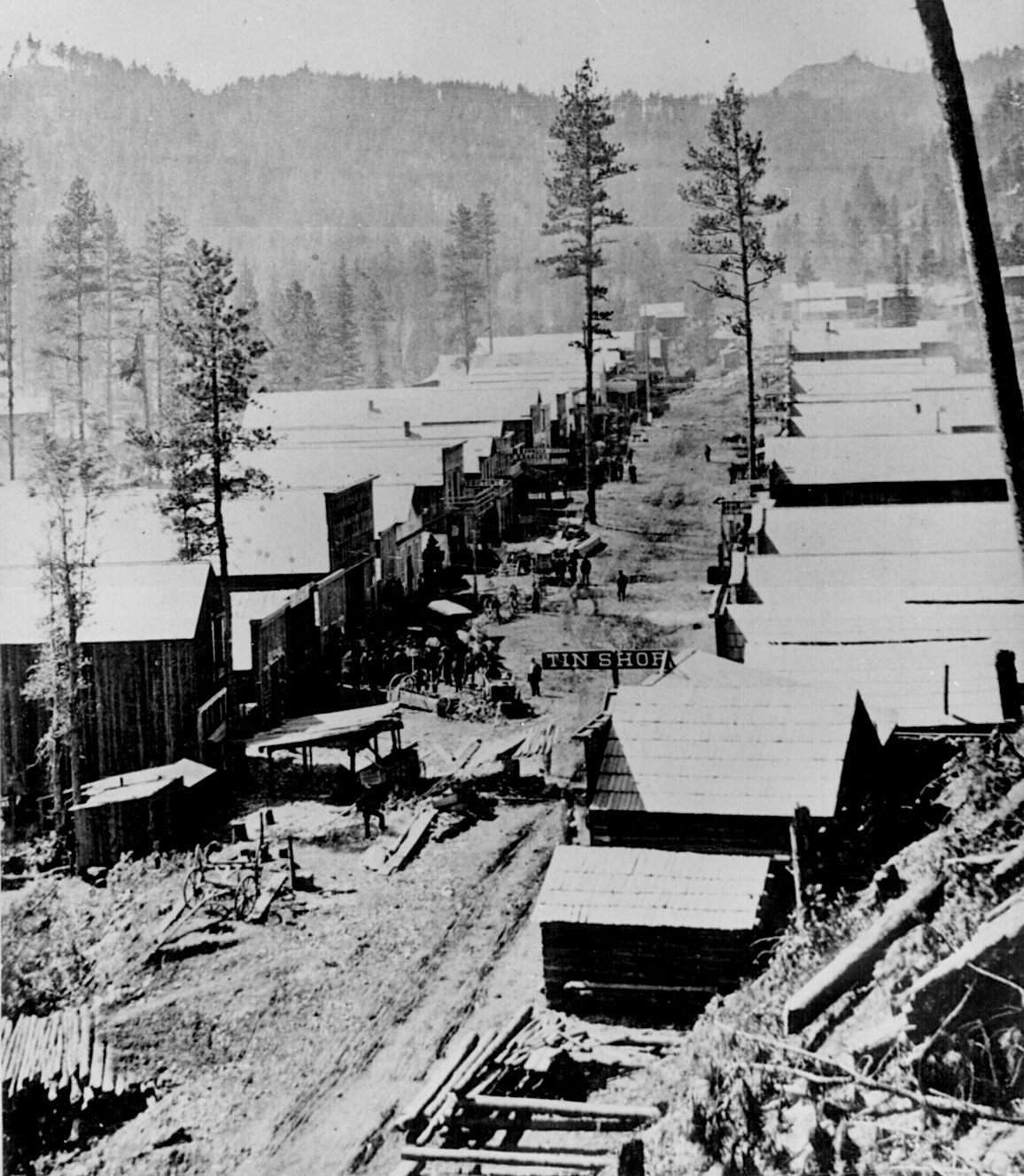
Deadwood in 1876

De goldrush van de Black Hills was een goldrush in de Black Hills in het Dakota-territorium van de Verenigde Staten vanaf 1874. Volgend op de Black Hills-expeditie van George Armstrong Custer werd in 1874 goud gevonden in de buurt van waar later dat jaar Custer werd gesticht. De goldrush trok veel gelukzoekers aan uit Kansas, die de Missouri kwamen opgevaren. De grootste vondsten werden verder noordwaarts in de Black Hills gedaan, waar de stadjes Deadwood en Lead zouden verschijnen. De goldrush zorgde ervoor dat de indianenvolken het grondgebied waar ze volgens het Verdrag van Fort Laramie (1868) recht op hadden verloren en teruggedrongen werden naar kleinere reservaten.